# Chironius
Chironius is een geslacht van slangen uit de familie toornslangachtigen (Colubridae) en de onderfamilie Colubrinae.

## Naam en indeling
De wetenschappelijke naam van de groep werd voor het eerst voorgesteld door Leopold Fitzinger in 1826. Er zijn 22 soorten, inclusief de pas in 2015 beschreven soort Chironius brazili. Veel soorten werden eerder aan andere geslachten toegekend, zoals Coluber, Natrix en het niet langer erkende geslacht Herpetodryas.

## Uiterlijke kenmerken
Alle soorten bereiken een middelgrote tot grote lichaamslengte tot maximaal ongeveer drie meter. Alle soorten vallen op door hun gelijkvormige dorsale schubben die in schuine rijen zijn gelegen. De schubben aan de kop zijn relatief groot, meestal is een enkele preoculaire schub aanwezig maar dit kunnen er ook twee zijn. De ogen zijn groot en hebben een ronde pupil. De anaalschub kan zowel uit een geheel bestaan of gepaard zijn.

## Levenswijze
Soorten uit het geslacht Chironius zijn overdag actief, het zijn krachtige slangen die goed kunnen klimmen en zwemmen. Op het menu staan kleine gewervelden, voornamelijk kikkers maar ook hagedissen, kleine zoogdieren en salamanders worden buitgemaakt.

## Verspreiding en habitat
Vertegenwoordigers van dit geslacht komen voor in grote delen van Midden- en Zuid-Amerika. De soorten leven in de landen Argentinië, Bolivia, Brazilië, Colombia, Costa Rica, Ecuador, El Salvador, Ecuador, Frans-Guyana, Guyana, Honduras, Nicaragua, Panama, Paraguay, Peru, Saint Vincent en de Grenadines, Suriname, Trinidad en Venezuela.
De habitat bestaat uit vochtige tropische en subtropische bossen, zowel in laaglanden als in bergstreken en savannen. Ook in door de mens aangepaste streken zoals aangetaste bossen en weilanden kan de slang worden aangetroffen.

## Beschermingsstatus
Door de internationale natuurbeschermingsorganisatie IUCN is aan zeventien soorten een beschermingsstatus toegewezen. Vijftien soorten worden beschouwd als 'veilig' (Least Concern of LC) en een soort als 'onzeker' (Data Deficient of DD). De soort Chironius vincenti wordt gezien als 'ernstig bedreigd' (Critically Endangered of CR).

### Soorten
Het geslacht omvat de volgende soorten, met de auteur en het verspreidingsgebied.
| Naam                      | Auteur                   | Verspreidingsgebied |
| ------------------------- | ------------------------ | --- |
| Chironius bicarinatus     | Wied, 1820               | Brazilië, Argentinië, Uruguay, Paraguay                                                                                         |
| Chironius brazili         | Hamdan & Fernandes, 2015 | Brazilië |
| Chironius carinatus       | Linnaeus, 1758           | Brazilië, Frans-Guyana, Suriname, Guyana, Venezuela, Colombia, Peru                                                             |
| Chironius challenger      | Kok, 2010                | Guyana, Venezuela |
| Chironius diamantina      | Fernandes & Hamdan, 2014 | Brazilië |
| Chironius exoletus        | Linnaeus, 1758           | Costa Rica, Panama, Colombia, Bolivia, Brazilië, Argentinië, Peru, Ecuador, Venezuela, Guyana, Suriname, Frans-Guyana, Paraguay |
| Chironius flavolineatus   | Jan, 1863                | Brazilië, Paraguay, Bolivia, Peru                                                                                               |
| Chironius flavopictus     | Werner, 1909             | Panama, Costa Rica, Colombia, Ecuador                                                                                           |
| Chironius foveatus        | Bailey, 1955             | Brazilië |
| Chironius fuscus          | Linnaeus, 1758           | Colombia, Venezuela, Guyana, Suriname, Frans-Guyana, Brazilië, Peru, Ecuador, Bolivia                                           |
| Chironius grandisquamis   | Peters, 1869             | Honduras, El Salvador, Nicaragua, Costa Rica, Panama, Ecuador, Peru, Bolivia, Colombia                                          |
| Chironius laevicollis     | Wied, 1824               | Brazilië |
| Chironius laurenti        | Dixon, Wiest & Cei, 1993 | Brazilië, Bolivia |
| Chironius leucometapus    | Dixon, Wiest & Cei, 1993 | Peru |
| Chironius maculoventris   | Dixon, Wiest & Cei, 1993 | Argentinië, Paraguay, Bolivia, Brazilië                                                                                         |
| Chironius monticola       | Roze, 1952               | Venezuela, Colombia, Ecuador, Peru, Bolivia                                                                                     |
| Chironius multiventris    | Schmidt & Walker, 1943   | Brazilië, Peru, Ecuador, Colombia, Venezuela, Bolivia, Frans-Guyana                                                             |
| Chironius quadricarinatus | Boie, 1827               | Brazilië, Paraguay, Bolivia |
| Chironius scurrulus       | Wagler, 1824             | Brazilië, Colombia, Bolivia, Ecuador, Venezuela, Peru, Trinidad, Guyana, Suriname, Frans-Guyana                                 |
| Chironius septentrionalis | Dixon, Wiest & Cei, 1993 | Venezuela, Trinidad |
| Chironius spixii          | Hallowell, 1845          | Colombia, Venezuela |
| Chironius vincenti        | Boulenger, 1891          | Saint Vincent en de Grenadines                                                                                                  |